# Cratypedes
Cratypedes is een geslacht van rechtvleugeligen uit de familie veldsprinkhanen (Acrididae). De wetenschappelijke naam van dit geslacht is voor het eerst geldig gepubliceerd in 1876 door Scudder.

## Soorten
Het geslacht Cratypedes omvat de volgende soorten:
- Cratypedes lateritius Saussure, 1884
- Cratypedes neglectus Thomas, 1870